# Isoctenus segredo
Isoctenus segredo là một loài nhện trong họ Ctenidae.
Loài này thuộc chi Isoctenus. Isoctenus segredo được miêu tả năm 2009 bởi Polotow & Antonio D. Brescovit.